# 烏茲斯科耶湖
57°29′47″N 29°36′29″E / 57.49639°N 29.60806°E
烏茲斯科耶湖（俄语：Узское），是俄羅斯的湖泊，位於該國西北部，由普斯科夫州負責管轄，處於傑多維奇區，面積2.3平方公里，集水區面積62.5平方公里，平均水深5米，最大水深9.5米。